# Mercado del Val
El mercado del Val es un mercado en Valladolid (España). Es un ejemplo de arquitectura del hierro. Se alza en la plaza del Val, junto a la iglesia de San Benito el Real. Se trata del mercado más antiguo que se conserva en la ciudad, tras el derribo de los de El Campillo y Portugalete, los tres construidos durante la alcaldía de Miguel Íscar Juárez. Está inspirado en Les Halles de París, y fue construido entre los años 1878 y 1882, con proyecto del arquitecto Joaquín Ruiz Sierra.

## Descripción
Se trata de una nave de estructura totalmente metálica, con planta rectangular de esquinas achaflanadas y 112 metros de longitud. Originalmente tenía una gran cúpula central que fue desmontada al poco tiempo de su construcción, quedando una cubierta a dos aguas de altura uniforme con un lucernario corrido a ambos lados de su limatesa.

## Historia

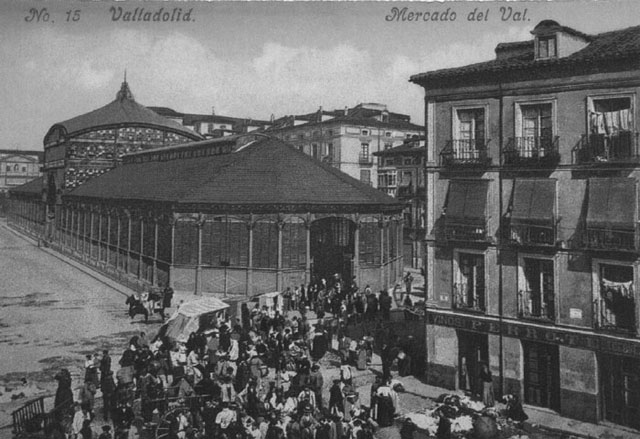
Aspecto original del mercado del Val, anterior a 1900, con su cúpula central.

La construcción original se llevó a cabo entre los años 1878 y 1882, con proyecto del arquitecto Joaquín Ruiz Sierra.
La primera reforma de importancia se produjo en 1900, cuando se desmontó su gran cúpula central. No volvería a sufrir ningún cambio en su aspecto hasta 1982, cuando fue restaurado por completo.
Durante el verano de 2013 se construyó en la cercana plaza del Poniente un mercado provisional para trasladar la actividad del mercado durante las obras de una nueva reforma en profundidad. Ese mercado provisional abrió sus puestas el 17 de octubre de 2013, sólo con 29 comerciantes, de los 114 puestos habilitados con las obras de 1982, y de los 40 comerciantes que aún trabajaban en el Val en las fechas inmediatamente anteriores al traslado. El emplazamiento de esta instalación, aun siendo provisional, en un espacio libre público ha sido muy contestada por diversas asociaciones de la ciudad, incluso con la interposición de recursos contenciosos. Las obras en el emplazamiento histórico del Val comenzaron el 1 de diciembre de 2014 y se finalizaron en el mes de junio de 2016.
El 30 de noviembre de 2016 el mercado remodelado reabrió sus puertas.

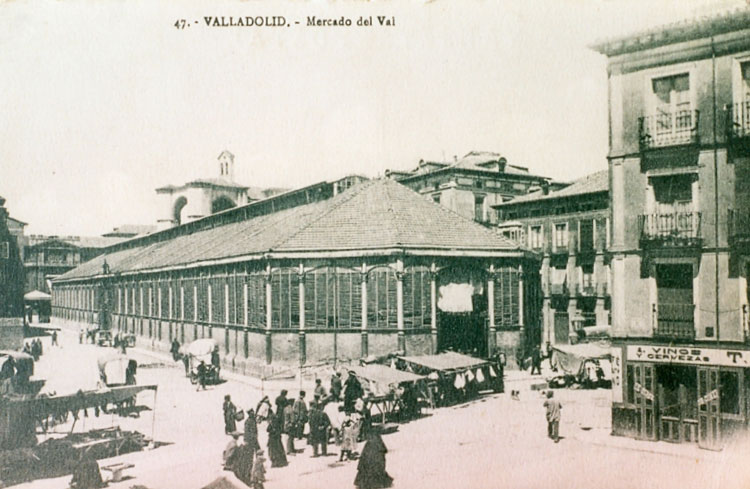
Imagen antigua del mercado del Val, después de la remodelación de 1900.
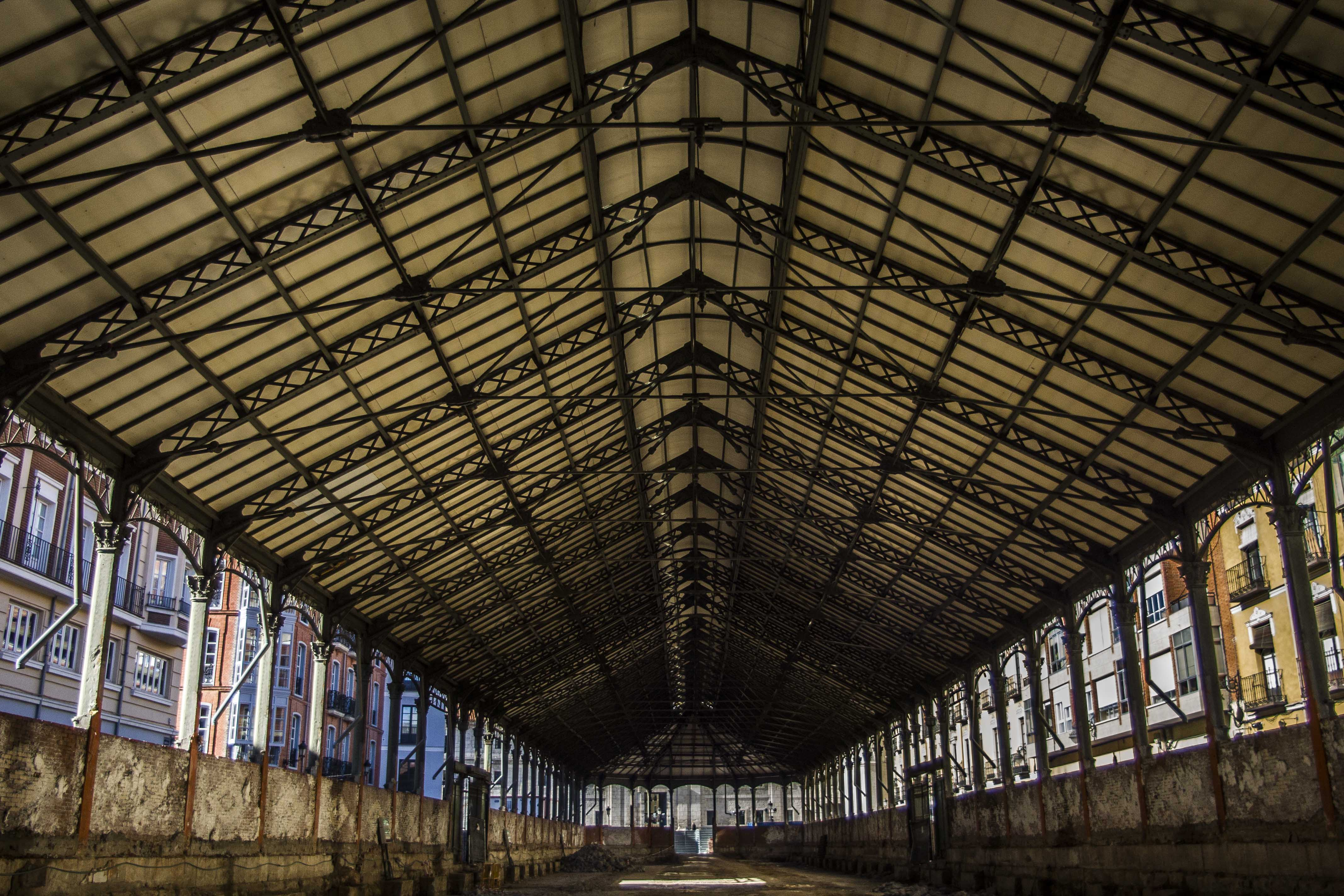
Interior del mercado, totalmente diáfano durante las obras de remodelación.
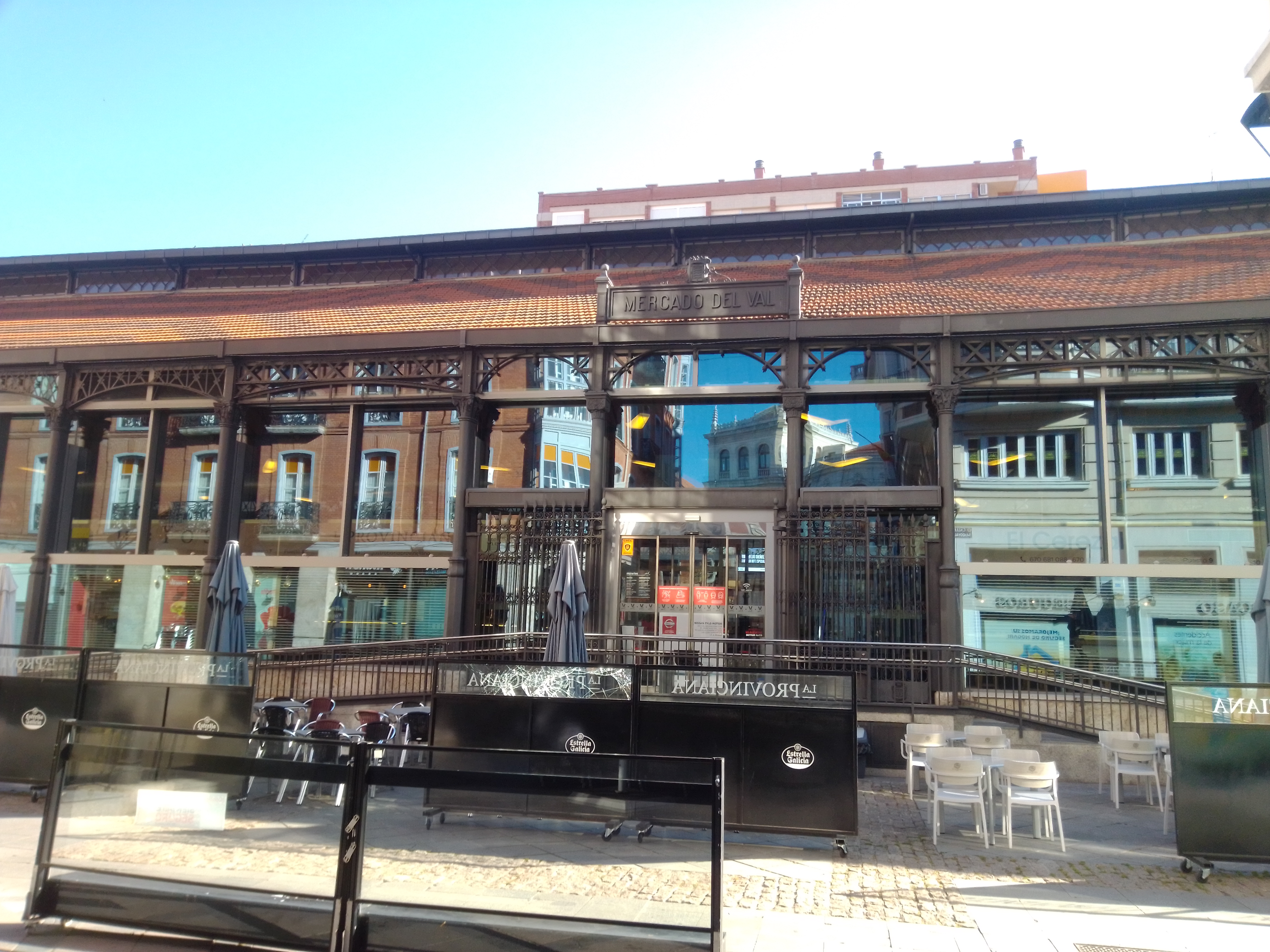
El mercado en 2020 con la entrada lateral reformada.
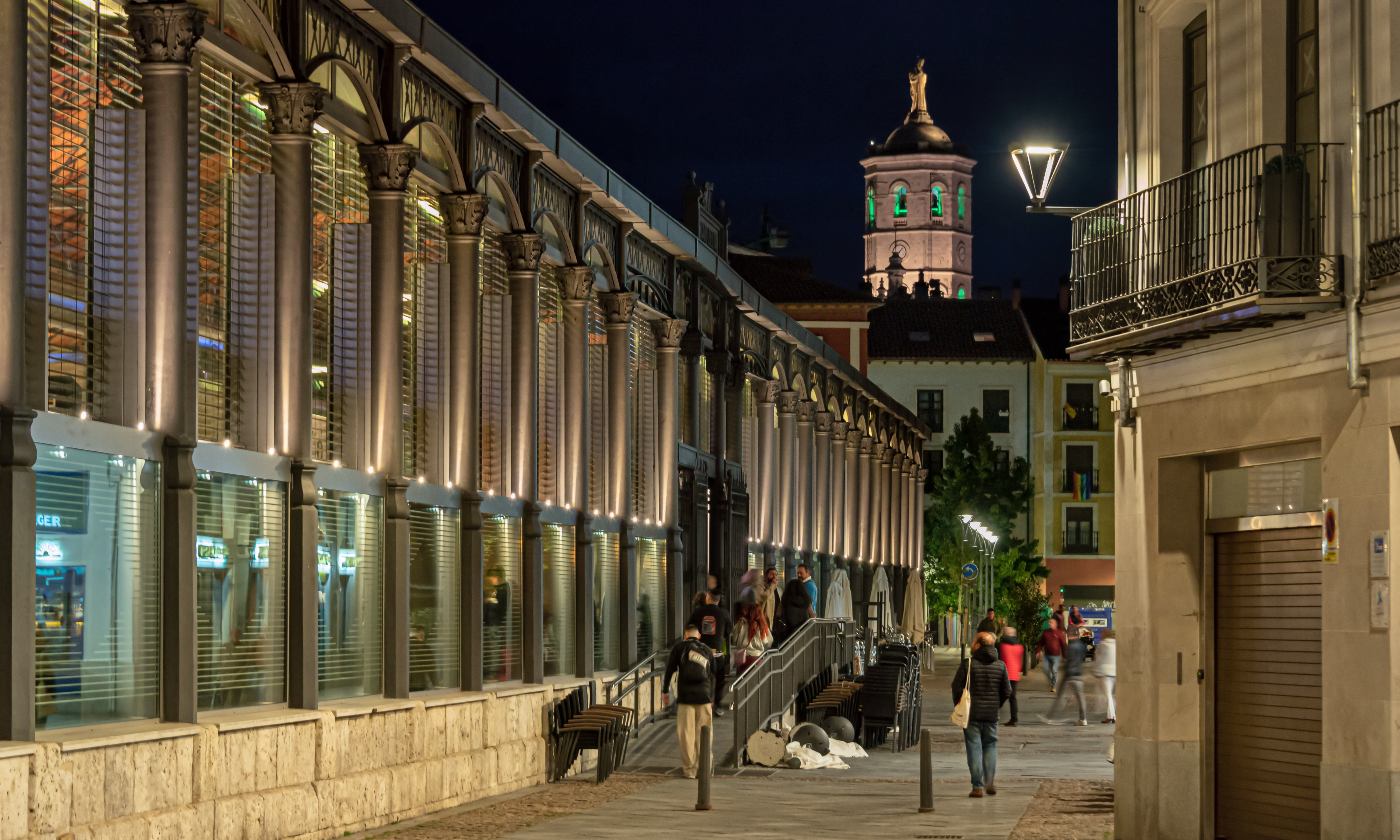
Vista lateral, año 2023.